# هل راجرز
هل راجرز (به انگلیسی: Hal Rogers) نمایندهٔ حوزه انتخابیه پنجم کنتاکی از حزب جمهوری‌خواه ایالات متحده آمریکا در مجلس نمایندگان ایالات متحده آمریکا است که برای نخستین‌بار در ۴ ژانویه ۱۹۸۱ میلادی به‌عضویت این مجلس درآمد.